# Rocksdorf
Rocksdorf ist ein Gemeindeteil der Gemeinde Mühlhausen im Landkreis Neumarkt in der Oberpfalz.

## Lage
Das Kirchdorf Rocksdorf liegt nördlich von Sulzbürg auf 408 m ü. NHN nahe an der Sulz.

## Geschichte
In der Rocksdorfer Flur wurde ein bronzezeitliches Hügelgrab ergraben und unter anderem eine Fibel gefunden.
Der Ort ist erstmals 1129 erwähnt. 1144 tritt ein Ludwick de „Rogstorff“ als Eichstätter Urkundenzeuge auf. Um 1310/30 erscheint in Eichstätter Lehnbüchern bei der Zehentvergabe der Ortsname in der Form von „Rackersdorff“, 1370/75 als „Rokstorff“. Rocksdorfer Güter gehörten zu den Zugehörungen der Burg Niedersulzbürg der Herren von Stein, nach ihrem Aussterben den Gundelfinger und Hohenfelser, bis 1403 Schweiker von Gundelfingen die Feste Niedersulzbürg mit allen Zugehörungen an die Wolfsteiner Gebrüder Hans, Albrecht, Wilhelm und Wigalus verkaufte. 1438 kaufte Wigalus/Wigolas von Wolfstein zur Abrundung seines Territoriums Güter in mehreren Orten, darunter auch in Rocksdorf. Schließlich gehörten um 1732 zum wolfsteinschen Amt Sulzbürg Rocksdorf mit 14 „Mannschaften“. Bald darauf, 1740 starb mit dem letzten Reichsgrafen von Wolfstein, Christian Albrecht, das Geschlecht aus; der Besitz kam als erledigtes Reichslehen (1769 auch der Allodialbesitz) an das herzogliche Bayern, das zur Verwaltung dieser Güter, auch der Güter des Dorfes Rocksdorf, die Kabinettsherrschaften Sulzbürg-Pyrbaum errichtete. Am Ende des Alten Reiches, um 1800, bestand Rocksdorf aus 20 Höfen unterschiedlicher Größe und unterstand hoch- und niedergerichtlich der herzoglich-bayerischen, zuletzt kurpfalzbayerischen Kabinettsherrschaft Sulzbürg.
Im Königreich Bayern wurde zwischen 1810 und 1820 der Steuerdistrikt Forst gebildet, dem das Dorf Forst selber und Rocksdorf sowie die Birkenmühle, die Braunmühle, der Braunshof, der Dietlhof, Greißelbach und der Richthof angehörten. Mit dem Gemeindeedikt von 1818 wurde Rocksdorf Gemeindeteil von Kruppach. Dabei blieb es bis zur Gebietsreform in Bayern, als die Gemeinde Kruppach am 1. Januar 1972 in die Gemeinde Mühlhausen eingemeindet wurde.

### Einwohnerzahlen
- 1832: 086 (18 Häuser)[10]
- 1840: 092 (18 Häuser)[11]
- 1861: 104 (40 Gebäude, 1 Kirche)[12]
- 1871: 090 (56 Gebäude; Großvieh: 6 Pferde, 196 Rinder)[13]
- 1900: 098 (21 Wohngebäude)[14]
- 1938: 110 (11 Katholiken, 99 Protestanten)[15]
- 1961: 154 (35 Wohngebäude)[16]
- 1970: 180[17]
- 1987: 184 (47 Wohngebäude, 52 Wohnungen)[18]

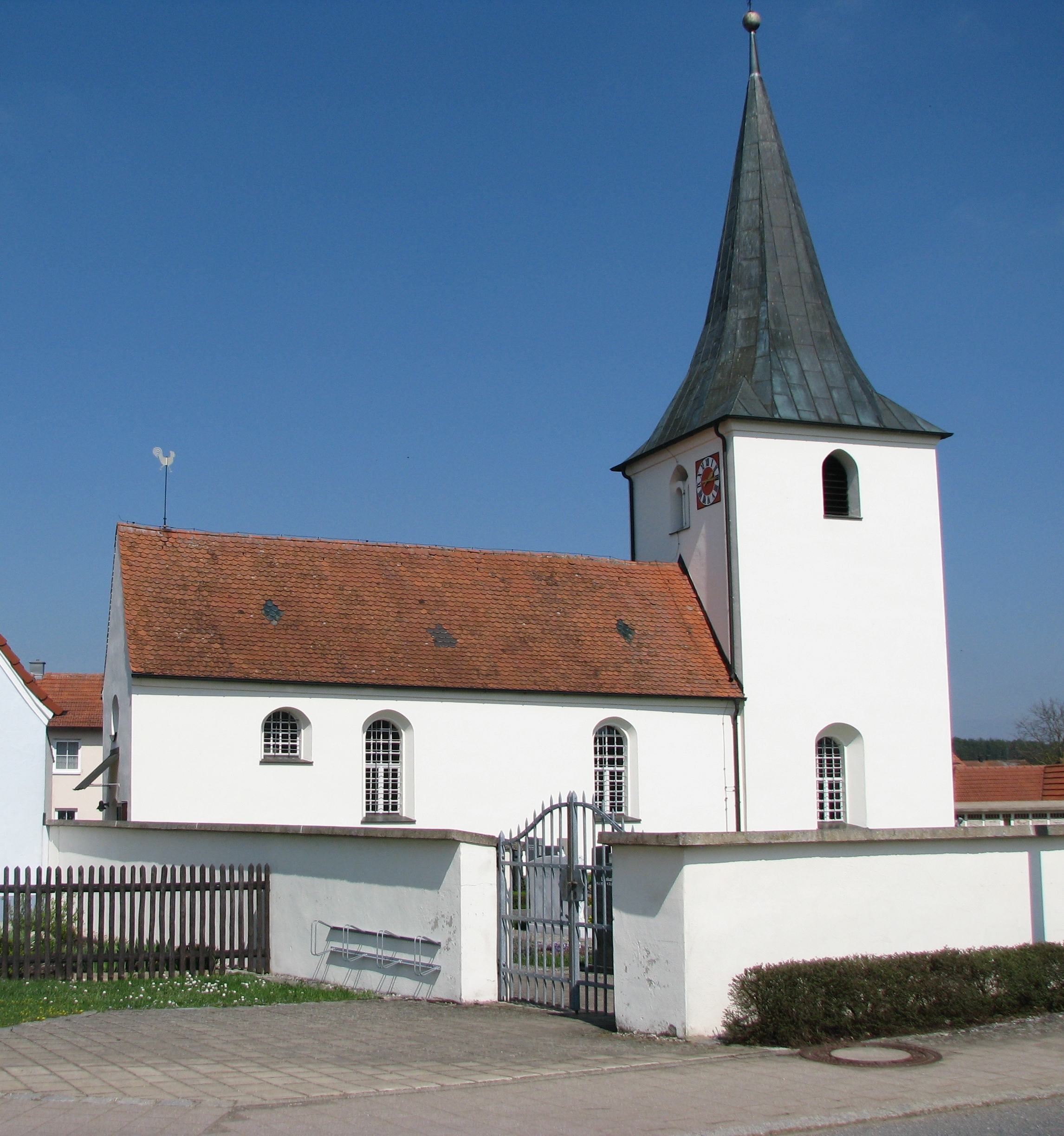
Evang. Pfarrkirche St. Elisabeth

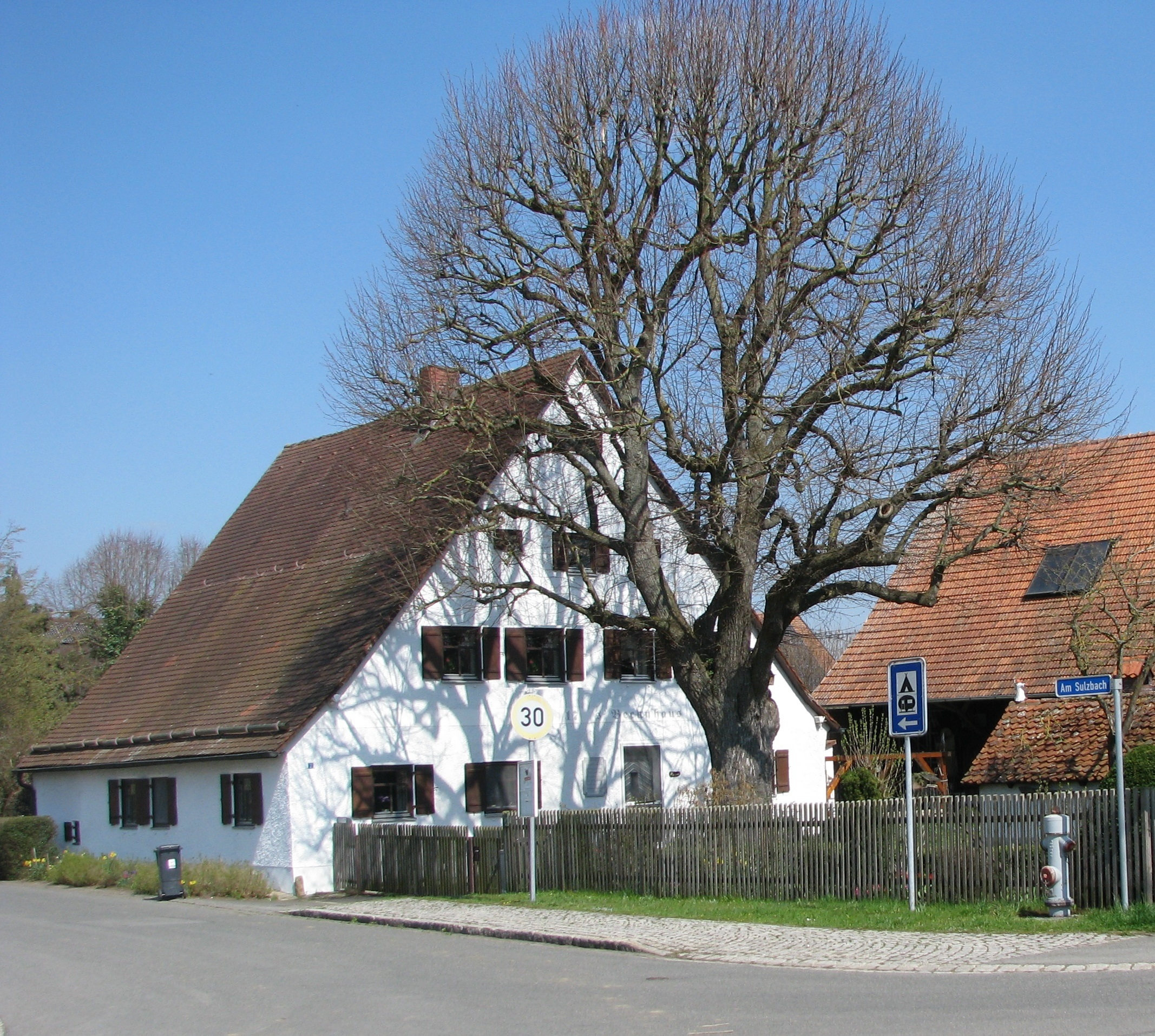
Baudenkmal Wohnstallhaus Am Sulzbach 2

## Baudenkmäler
Als Baudenkmäler gelten neben der Pfarrkirche St. Elisabeth zwei Wohnstallbauten, wovon das Haus am Sulzbach 2 dem 19. Jhd. zugerechnet wird, das Haus Freystädter Str. 18 durch Befunde bei der Renovierung 2014/17 im Kern auf das 13. Jhd. datiert werden kann. Von der romanischen Anlage der Kirche hat sich noch die Langhausmauer erhalten. Der Chor mit Kreuzgewölbe befindet sich im Ostturm, der im 17. Jahrhundert an Stelle der Apsis angebaut wurde und einen achtseitigen Spitzhelm aufweist. Der Altar von der Mitte des 17. Jahrhunderts weist zwei „eigenartig abgedrehte“ Säulen auf; das Altarbild zeigt die Abendmahlsszene. Noch aus der katholischen Zeit, Anfang des 16. Jahrhunderts, stammt die Figur der hl. Elisabeth über dem Altar. Die Kanzel entstand gegen Mitte des 17. Jahrhunderts. Im Turm hängen zwei Glocken aus Nürnberg von 1617 und 1758. Vor der um 1540 eingeführten Reformation wurde die Kirche als Filiale von Kerkhofen von einem Kaplan versorgt. Die in bayerischer Zeit nach Rocksdorf gezogenen wenigen Katholiken gehörten der katholischen Pfarrei Sulzbürg mit der dort 1756 erbauten Pfarrkirche „Zur schmerzhaften Muttergottes“ an. Der 1846 in Rocksdorf geborene Georg Fürst war Geistlicher des Bistums Eichstätt.

## Verkehrsanbindung
Der Ort liegt an der Staatsstraße 2220 zwischen Wettenhofen im Westen und der Bundesstraße 299 im Osten. Von Mühlhausen her führt die Kreisstraße NM 12 nach Rocksdorf. Von Rocksdorf führt eine Gemeindeverbindungsstraße hinauf nach Sulzbürg und von dort hinab nach Körnersdorf bzw. Kerkhofen. Eine weitere Verbindungsstraße führt von Rocksdorf in südwestlicher Richtung zur Kreisstraße NM 18.

## Vereine
- Schützenverein Landl Rocksdorf e. V.